# Евгений (Шерешилов)
Епископ Евгений (в миру Николай Демидович Шерешилов, или Шершило, или Шерешило, или Шершилов; 13 [25] апреля 1826, Чернигов — 22 марта [3 апреля] 1897, Киев) — епископ Русской православной церкви.

## Биография
Родился 13 апреля 1826 года в семье соборного диакона города Чернигова. Шести лет лишился отца и остался на руках матери с малолетней сестрой; через два года умерла и мать, а вскоре и сестра. Некоторое время был вожаком у слепого дяди; в воспоминаниях епископа Феофана сохранился рассказ о том, как однажды в Киеве профессор Киевской духовной академии Амфитеатров обратил внимание на мальчика-поводыря, которого он взял к себе в дом и определил в духовное училище. Окончил Черниговское духовное училище и Киевскую духовную семинарию (1849).
В 1853 году он окончил Киевскую духовную академию со степенью магистра богословия; 5 июня был пострижен в монашество и назначен преподавателем Киевской духовной семинарии.
С 1858 года он — инспектор Ярославской духовной семинарии.
В 1861 году был назначен ректором Черниговской духовной семинарии в сане архимандрита.
С 11 декабря 1868 года — ректор Литовской духовной семинарии и настоятель Виленского Свято-Троицкого монастыря.
9 августа 1870 года хиротонисан во епископа Брестского, викария Литовской епархии.
С 10 февраля 1875 года — епископ Ковенский, викарий той же епархии.
С 16 мая 1877 года — епископ Минский и Бобруйский.  С 1878 г. в связи с изменением наименования епархии получил титул «епископ Минский и Туровский».
С 26 июля 1880 года — епископ Астраханский и Енотаевский.
В Астрахани при нём было построено женское епархиальное училище, учреждена епархиальная библиотека, книжный склад, открыто братство для борьбы с расколом и сектами.
С 16 декабря 1889 года — епископ Ставропольский и Екатеринодарский. За три с половиной года его управления здесь были созданы свечной завод, убежище для нищенствующих детей, богадельня для престарелых лиц; открыты должности двух епархиальных миссионеров, построен архиерейский дом и др. Он открыл ряд новых приходов, увеличил штаты духовенства, открыл сотни церковно-приходских школ. Стал почётным членом Богоявленского братства и Церковно-археологического общества.
С 17 июля 1893 года он — епископ Могилёвский и Мстиславский. В Могилёве он уже не проявлял активности; надломленное здоровье требовало радикального лечения и покоя. Здесь, в 1895 году был отпразднован юбилей его 25-летнего служения в сане епископа. В следующем году 1896 году, 10 августа, он был уволен на покой, согласно прошению, и пребывал в Херсонском монастыре, Таврической епархии; 22 марта (3 апреля) 1897 года он скончался.